# Октябрський (Сарапульський район)
Октя́брський (рос. Октябрский) — село в Сарапульському районі Удмуртії, Росія.
Урбаноніми:
- вулиці — Азіна, Горького, Є.Колчина, Західна, Лісова, Пастухова, Першотравнева, Праці, Пушкіна, Радянська, Спортивна, Чапаєва, Шкільна

## Населення
Населення становить 400 осіб (2010).